# سیسیلیا اوفیونگ
سیسیلیا اوفیونگ (انگلیسی: Cecilia Offiong؛ زادهٔ ۱۳ ژوئن ۱۹۸۶) یک بازیکن تنیس روی میز اهل نیجریه است. 
وی در مسابقات کشوری و بین‌المللی در مجموع برنده ۳ مدال طلا، ۱ مدال نقره، ۱ مدال برنز شده‌است.